# Georges Nicolas Tamer
Georges Nicolas Tamer, auch Ǧūrǧ Tāmir (* 1960 in Kfarhazir), ist ein libanesischer Islamwissenschaftler.

## Leben
Als Kind im Libanon von Kinderlähmung infiziert, konnte er keine Grundschule besuchen und war auf autodidaktisches Lernen und Privatunterricht angewiesen. Nach einem einjährigen Besuch des Gymnasiums im Libanon zog er nach Deutschland, wo er in Frankfurt am Main unter anderem bei Jürgen Habermas Philosophie, Soziologie und Theologie studierte. 1995 erhielt er seinen Magister in Philosophie an der FU Berlin und 2000 promovierte ebenda in Philosophie. 2007 habilitierte er sich in Islamwissenschaft an der Universität Erlangen-Nürnberg. Bis September 2012 war er Professor für Arabistik und Inhaber des M.S. Sofia Chair for Arabic Studies an der Ohio State University. Er lehrt auf dem Lehrstuhl für Orientalische Philologie und Islamwissenschaft in Erlangen-Nürnberg. Seit 1. Oktober 2020 leitet er zudem als Direktor das Bayerische Forschungszentrum für Interreligiöse Diskurse (BaFID) an der Friedrich-Alexander-Universität Erlangen-Nürnberg.
Als Mitglied der Rum-Orthodoxen Kirche gründete er eine Gemeinde in Berlin. Er hat an verschiedenen ökumenischen Aktivitäten und interreligiösen Dialoggruppen in Deutschland teilgenommen.

## Schriften (Auswahl)
- Islamische Philosophie und die Krise der Moderne. Das Verhältnis von Leo Strauss zu Alfarabi, Avicenna und Averroes. Leiden 2001, ISBN 90-04-12029-7.
- Zeit und Gott. Hellenistische Zeitvorstellungen in der altarabischen Dichtung und im Koran. Berlin 2008, ISBN 978-3-11-020057-7.
- als Herausgeber mit Hanna Röbbelen und Peter Lintl: Arabischer Aufbruch. Interdisziplinäre Studien zur Einordnung eines zeitgeschichtlichen Phänomens. Baden-Baden 2014, ISBN 3-8487-1386-1.
- als Herausgeber: Die Koranhermeneutik von Günter Lüling. Berlin 2019, ISBN 3-11-059812-4.